# Георги Аянов
Георги Попстойчев Аянов (изписване до 1945 година: Георги попъ Стойчевъ Аяновъ) с псевдоними Пожарски и Пожаревски е български революционер, одрински деец на Вътрешната македоно-одринска революционна организация. Той е и известен етнограф.

## Биография
Георги Аянов е роден през 1881 година в село Дерекьой, Лозенградско. Син е на духовника и революционер поп Стойчо Аянов. Георги Аянов завършва българската гимназия в Одрин. Работи като учител в Ново Паничарево, България. На 10 май 1901 година участва в изпращането на четата на Георги Кондолов от Алан Кайряк. Войводата Кондолов го уговаря да кандидатства за учител в Малко Търново, за да подпомогне учебното и революционното дело. Аянов се съгласява и през септември 1902 година става учител в Малко Търново. Участва в подготовката за въстание. Георги Попаянов е един от последните секретари на революционния комитет в Малко Търново. След потушаването на Илинденско-Преображенското въстание завършва Историко-филологическия факултет на Софийския университет и се завръща в Османската империя като учител в Одринската гимназия.
След Младотурската революция през 1908 година ВМОРО се легализира. През септември 1908 година се провежда конгрес на организацията в Одрин, на който е избрано окръжно Боево тяло, в което е включен и Аянов. Пунктов началник е в Алан Кайряк.
Установява се в Анхиало, България. При избухването на Балканската война в 1912 година е доброволец в Македоно-одринското опълчение и служи в 1 рота на Лозенградската партизанска дружина, под командването на роднината си Димитър Аянов. Носител е на сребърен медал „За заслуга“.
След окончателното прогонване на българите от Източна Тракия, той се установява в Бургас. Попаянов започва да се занимава с въпросите на историята от най-ранна възраст, но се активизира след 1923 г., когато изцяло се съсредоточава върху историята на Източна Тракия. 
Той обикаля България и издирва тракийски преселници и бежанци. Попаянов написва две книги за Източна Тракия: „Странджа. Етнографски, географски и исторически проучвания“ и „Малко Търново и неговата окрайнина. Антропо-географски и исторически проучвания“. Събирач е на археологически, исторически, стопански, икономически, културни и фолклорни материали. Автор е на много публикации.
Умира на 24 февруари 1951 година в Бургас.
Читалището в Малко Търново носи името Народно читалище „Георги Попаянов – 1914“. Името на Георги Попаянов носи и улица в бургаския квартал „Меден рудник“.